# Jaçanã
Jaçanã is een gemeente in de Braziliaanse deelstaat Rio Grande do Norte. De gemeente telt 8.045 inwoners (schatting 2009).

## Aangrenzende gemeenten
De gemeente grenst aan Coronel Ezequiel, São Bento do Trairi, Cuité (PB), Nova Floresta (PB) en Picuí (PB).